# Bonheur en location (film, 1938)
Pour les articles homonymes, voir Bonheur en location.
Pour plus de détails, voir Fiche technique et Distribution.
Bonheur en location (titre original : Mother Carey's Chickens) est un film américain en noir et blanc réalisé par Rowland V. Lee, sorti en 1938.
Il s'agit de l'adaptation de la pièce et du roman de Kate Douglas Wiggin : Les Locataires de la maison jaune (1911).
Un remake sera tourné par Walt Disney en 1963 : L'Été magique.

## Synopsis
Dans les années 1890, le capitaine de la marine américaine Carey meurt pendant la guerre hispano-américaine. Sa veuve Margaret, ses filles Nancy et Kitty, ses fils Gilbert et Peter, sont maintenant livrés à eux-mêmes avec pour seules ressources la pension du défunt capitaine. La famille emménage dans une série de maisons louées, de plus en plus petites, tandis que Mme Carey travaille dans une usine de textile. Lorsqu'elle se blesse, la famille loue un manoir délabré à prix modique. Les deux filles tombent amoureuses : Kitty d'un enseignant local, et Nancy, de Tom Hamilton, le fils du propriétaire du manoir. Lorsque les Hamiltons mettent le manoir en vente, la famille Carey reçoit un ordre d'expulsion.

## Fiche technique
- Titre original : Mother Carey's Chickens
- Titre français : Bonheur en location[1]
- Titre belge francophone : Tendresses[2]
- Réalisation : Rowland V. Lee
- Scénario : S. K. Lauren et Gertrude Purcell
  - d'après le roman et la pièce de Kate Douglas Wiggin et Rachel Crothers, Les Locataires de la maison jaune (1911)
- Musique : Roy Webb
- Direction artistique : Van Nest Polglase
- Photographie : J. Roy Hunt
- Montage : George Hively
- Producteur : Pandro S. Berman
- Société de production et de distribution : RKO Radio Pictures
- Pays de production :  États-Unis
- Langue d'origine : anglais américain
- Format : noir et blanc — 1,37:1 — son : mono (RCA Victor System)
- Genre : drame
- Durée : 82 minutes
- Dates de sortie : 
  - États-Unis : 29 juillet 1938
  - France : 18 novembre 1938
  - Portugal : 23 mars 1939

## Distribution
- Anne Shirley : Nancy Carey
- Ruby Keeler : Katherine 'Kitty' Carey
- James Ellison : Ralph Thurston
- Fay Bainter : Margaret Carey
- Walter Brennan : Ossian Popham
- Donnie Dunagan : Peter Carey
- Frank Albertson : Tom Hamilton Jr.
- Alma Kruger : tante Bertha
- Margaret Hamilton : Pauline Fuller
- Virginia Weidler : Lally Joy Popham
- Ralph Morgan : le capitaine John Carey
- Harvey Clark : Clarence Fuller
- Lucille Ward : Martha Popham
- George Irving : Thomas Hamilton Sr.